# José Cadalso
José Cadalso y Vázquez (n. 8 octombrie 1741 - d. 26 februarie 1782) a fost un scriitor spaniol din perioada iluminismului.

## Opera
- 1768: Apărarea națiunii spaniole contra Cărții Persane a lui Montesquieu ("Defensa de la nación española contra la carta persiana LXXVIII de Montesquieu");
- 1772: Pseudoerudiții ("Los eruditos a la violeta");
- 1773: Răgazurile tinereții mele ("Ocios de mi juventud");
- 1771: Don Sancho García, conte de Castilla ("Don Sancho García, Conde de Castilla");
- 1789: Scrisori marocane ("Cartas marruecas");
- 1790: Nopți stranii ("Noches lúgubres").